# Grevillea concinna
Grevillea concinna,  es una especie de arbusto  del gran género  Grevillea perteneciente a la familia  Proteaceae. Es originaria de Australia Occidental. 

## Descripción
Las flores se producen más prolíficamente entre septiembre y diciembre en su rango nativo. El perianto es de color plata, crema o amarillo-verdoso, con los estilos de color rosa o rojo (a veces de color rosa o amarillo).

## Distribución
La especie se encuentra entre el parque nacional Cabo Le Grand y Lucky Bay en el matorral de la costa.

## Taxonomía
Grevillea concinna fue descrita por Robert Brown y publicado en Transactions of the Linnean Society of London, Botany 10: 172. 1810.
Etimología
Grevillea, el nombre del género fue nombrado en honor de Charles Francis Greville, cofundador de la Royal Horticultural Society.
concinna: epíteto latíno que significa "elegante"
Sinonimia
- Grevillea lemanniana Meisn.[3]